# TMK 100
TMK 100 bio je prerađeni tramvaj M-24 s karoserijom sličnom kasnijem modernijem tipu TMK 101. 

## Poveznice
- TMK 101
- Tramvajski promet u Zagrebu

## Vanjske poveznice
- Daljnje informacije o povijesti i karakteristikama tramvaja u Zagrebu  Arhivirana inačica izvorne stranice od 7. prosinca 2007. (Wayback Machine)